# Municipio de Union (condado de Davis)
El municipio de Union (en inglés: Union Township) es un municipio ubicado en el condado de Davis en el estado estadounidense de Iowa. En el año 2010 tenía una población de 282 habitantes y una densidad poblacional de 2,98 personas por km².

## Geografía
El municipio de Union se encuentra ubicado en las coordenadas 40°46′27″N 92°14′7″O / 40.77417, -92.23528. Según la Oficina del Censo de los Estados Unidos, el municipio tiene una superficie total de 94.61 km², de la cual 94,42 km² corresponden a tierra firme y (0,19 %) 0,18 km² es agua.

## Demografía
Según el censo de 2010, había 282 personas residiendo en el municipio de Union. La densidad de población era de 2,98 hab./km². De los 282 habitantes, el municipio de Union estaba compuesto por el 99,29 % blancos, el 0,35 % eran afroamericanos, el 0,35 % eran de otras razas. Del total de la población el 0,71 % eran hispanos o latinos de cualquier raza.